# 689-й смешанный авиационный полк
689-й смешанный авиационный полк, он же до 30 июня 1942 года 689-й ночной лёгкий бомбардировочный авиационный полк— воинская часть вооружённых СССР в Великой Отечественной войне.

## История
Формировался как 689-й ночной лёгкий бомбардировочный авиационный полк с ноября 1941 года, имел на вооружении самолёты Р-5 и У-2.
В составе действующей армии с 13 января 1942 по 5 марта 1943 года.
В январе 1942 года прибыл в распоряжение Волховского фронта. Зимой и весной 1942 года, участвует в Любанской операции, действует в районе Новгорода, Спасской Полисти, Мясного Бора, Киришей, Шимска, ведёт ночные бомбардировки, включая разлив зажигательной смеси, доставляет в окружённую 2-ю ударную армию боеприпасы, продукты, медикаменты, обратно вывозит раненых.
В июне 1942 года в полк прибыла эскадрилья истребителей, которые прикрывали лёгкие бипланы У-2 в сумерки при достаточной видимости, и полк стал именоваться смешанным. Продолжал действовать по Волхову до марта 1943 года.
В марте 1943 года полк был расформирован.

## Подчинение
| Дата            | Фронт (округ)                                              | Армия                | Корпус (группа) | Дивизия | Примечания |
| --------------- | ---------------------------------------------------------- | -------------------- | --------------- | ------- | ---------- |
| 01.02.1942 года | Волховский фронт                                           | 4-я армия            | -               | -       | -          |
| 01.03.1942 года | Волховский фронт                                           | 4-я армия            | -               | -       | -          |
| 01.04.1942 года | Волховский фронт                                           | 4-я армия            | -               | -       | -          |
| 01.05.1942 года | Ленинградский фронт (Группа войск Волховского направления) | 4-я армия            | -               | -       | -          |
| 01.06.1942 года | Ленинградский фронт (Волховская группа войск)              | 4-я армия            | -               | -       | -          |
| 01.07.1942 года | Волховский фронт                                           | 4-я армия            | -               | -       | -          |
| 01.08.1942 года | Волховский фронт                                           | 4-я армия            | -               | -       | -          |
| 01.09.1942 года | Волховский фронт                                           | 14-я воздушная армия | -               | -       | -          |
| 01.10.1942 года | Волховский фронт                                           | 14-я воздушная армия | -               | -       | -          |
| 01.11.1942 года | Волховский фронт                                           | 14-я воздушная армия | -               | -       | -          |
| 01.12.1942 года | Волховский фронт                                           | 14-я воздушная армия | -               | -       | -          |
| 01.01.1943 года | Волховский фронт                                           | 4-я армия            | -               | -       | -          |
| 01.02.1943 года | Волховский фронт                                           | 4-я армия            | -               | -       | -          |
| 01.03.1943 года | Волховский фронт                                           | 4-я армия            | -               | -       | -          |

## Командование полка
- командир полка: капитан Владимир Васильевич Киселев
- комиссар полка: батальонный комиссар Ефим Епифанович Воронов

## Отличившиеся лётчики полка
- Смирнов Рафаил Михайлович, младший лейтенант, пилот. Приказ Военного Совета Волховского фронта № 0124н от 03.11.1942 г.